# Gaston Thorn
Gaston Egmond Thorn, (3. září 1928 Lucemburk – 26. srpna 2007), byl lucemburský politik mezinárodního významu. Od 15. června 1974 do 16. července 1978 byl lucemburským ministerským předsedou, v roce 1975 předsedou Valného shromáždění OSN a v mezi lety 1981–1985 předsedou Evropské komise.

## Život
Gaston Thorn se narodil v Lucemburku a ještě během školních let se účastnil akcí odporu proti německé nacistické okupaci. Proto strávil několik měsíců ve vězení. Po válce studoval právo v Montpellieru, v Lausanne a v Paříži a po návratu do Lucemburku si zřídil advokátní kancelář.

V roce 1959 vstupuje Thorn jako člen liberální Demokratické strany do politiky, od roku 1961 byl jejím předsedou. V letech 1969 až 1980 byl Thorn ministrem zahraničních věcí a ministrem zahraničního obchodu, 1974–1979 současně premiérem a v letech 1977–1980 ministrem hospodářství. V letech 1959 až 1969 byl také členem Evropského parlamentu a v období 1975–1976 předsedou VS OSN. 

Gaston Thorn (druhý zleva) na summitu G8 v roce 1983

V roce 1980 byl Thorn zvolen po Roy Jenkinsovi předsedou Komise Evropských společenství (nynější Evropská unie). Úřad převzal 12. ledna 1981. Názorově byl velice blízký tehdejšímu francouzskému prezidentovi Valéry Giscard d'Estaing a ve funkci byl oporou francouzských zájmů v evropské politice.
Thorn nebyl považován za příliš silnou osobnost v úřadu předsedy Evropské komise, přesto během jeho úřadu její úloha a síla rostla, Thorn položil základy úspěchů, k nimž dovedl Evropskou komisi jeho následovník Jacques Delors.
V roce 1985 se Thorn začal věnovat obchodní dráze. Stal se šéfem největší mediální společnosti v Lucembursku a prezidentem Banque Internationale de Luxembourg. Zůstal nadále aktivní v mezinárodním dění. Mj. byl předsedou Liberal International, uskupení liberálně politických stran, ke konci života jejím čestným předsedou. Byl ženatý s novinářkou Liliane Thorn-Petitovou.

## Vyznamenání
- velkokříž Řádu islandského sokola – Island, 1969
- velkokříž Řádu Kristova – Portugalsko, 21. března 1970[1]
- velkokříž Řádu Pia IX. – Vatikán, 21. ledna 1976[2]
- velkokříž Řádu prince Jindřicha – Portugalsko, 27. dubna 1982[1]
- velkokříž Řádu za zásluhy – Portugalsko, 31. října 1987[1]
- velkokříž Řádu za věrné služby – Rumunsko, 2004
- velkokříž Řádu čestné legie – Francie
- velkokříž Řádu Adolfa Nasavského – Lucembursko
- čestný rytíř velkokříže Královského Viktoriina řádu
- čestný rytíř velkokříže Řádu svatého Michala a svatého Jiří